# تیورتام
تیورتام (قزاقی: Төретам) شهری در استان قزل‌اوردا و در کشور قزاقستان است. تیورتام در نزدیکی شهر بایکونور (لنینسک سابق) و در نزدیکی پایگاه فضایی بایکونور است که برای خدمت رسانی به عنوان پایگاه فضایی و پایگاه فضایی شوروی سابق-روسیه ساخته شده است.